# Seconde expédition de Chōshū
La seconde expédition de Chōshū (japonais : 第二次長州征討), aussi appelée Guerre d'été, est une expédition punitive menée par le shogunat Tokugawa contre le domaine de Chōshū. Elle fait suite à la première expédition de Chōshū de 1864.
La seconde expédition de Chōshū est annoncée le 6 mars 1865. Les opérations commencent le 7 juin 1866 avec le bombardement de Suō-Ōshima, préfecture de Yamaguchi, par la marine du bakufu.
L'expédition se termine par un désastre militaire pour les troupes du shogunat, car les forces de Chōshū sont modernes et organisées efficacement. Par contre, l'armée du shogunat est composée de forces féodales archaïques du bakufu et de nombreux domaines voisins, avec seulement de petits éléments d'unités modernisées. De nombreux domaines n'engagent que peu de forces, et plusieurs refusent les ordres du shogunat d'attaquer d'emblée, notamment Satsuma qui, à ce moment, a conclu une alliance avec Chōshū.
Tokugawa Yoshinobu, le nouveau shogun, réussit à négocier un cessez-le-feu après la mort de l'ancien shogun, Tokugawa Iemochi, mais la défaite affaiblit irrémédiablement le prestige du shogunat. Les prouesses militaires Tokugawa se révèlent être un tigre de papier, et il devient évident que le shogunat ne peut plus imposer sa volonté aux domaines. La désastreuse campagne est souvent considérée comme ayant scellé le sort du shogunat Tokugawa.
La défaite incite le bakufu à faire de nombreuses réformes visant à moderniser son administration et son armée. Ashitake, le jeune frère de Yoshinobu, est envoyé à l'Exposition universelle de 1867 à Paris, les habits occidentaux remplacent les robes japonaises à la cour shogunale, et la collaboration avec les Français est renforcée, menant à la mission militaire française au Japon (1867-1868).

## Galerie

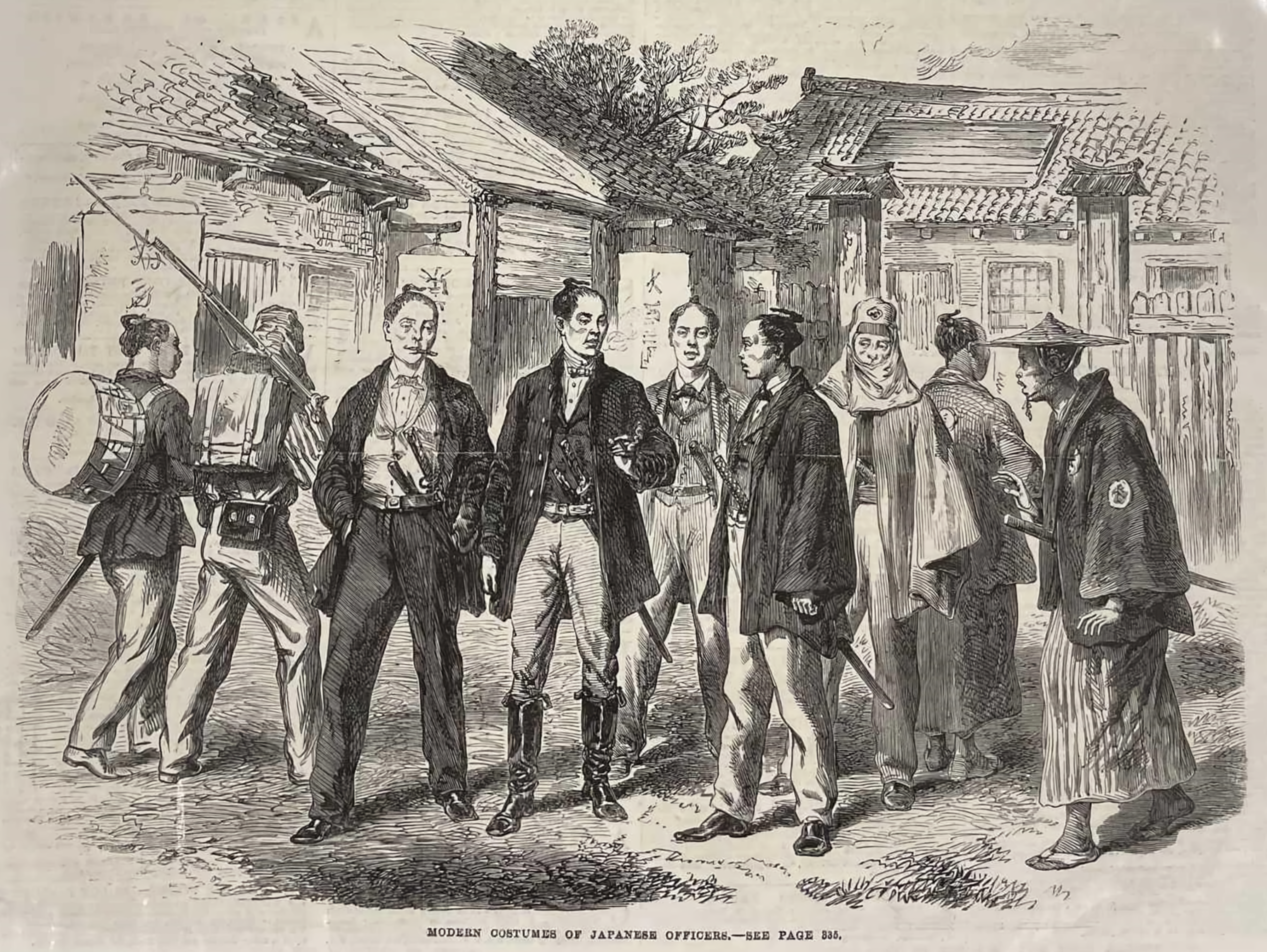
Troupes modernisées du shogunat en 1866.
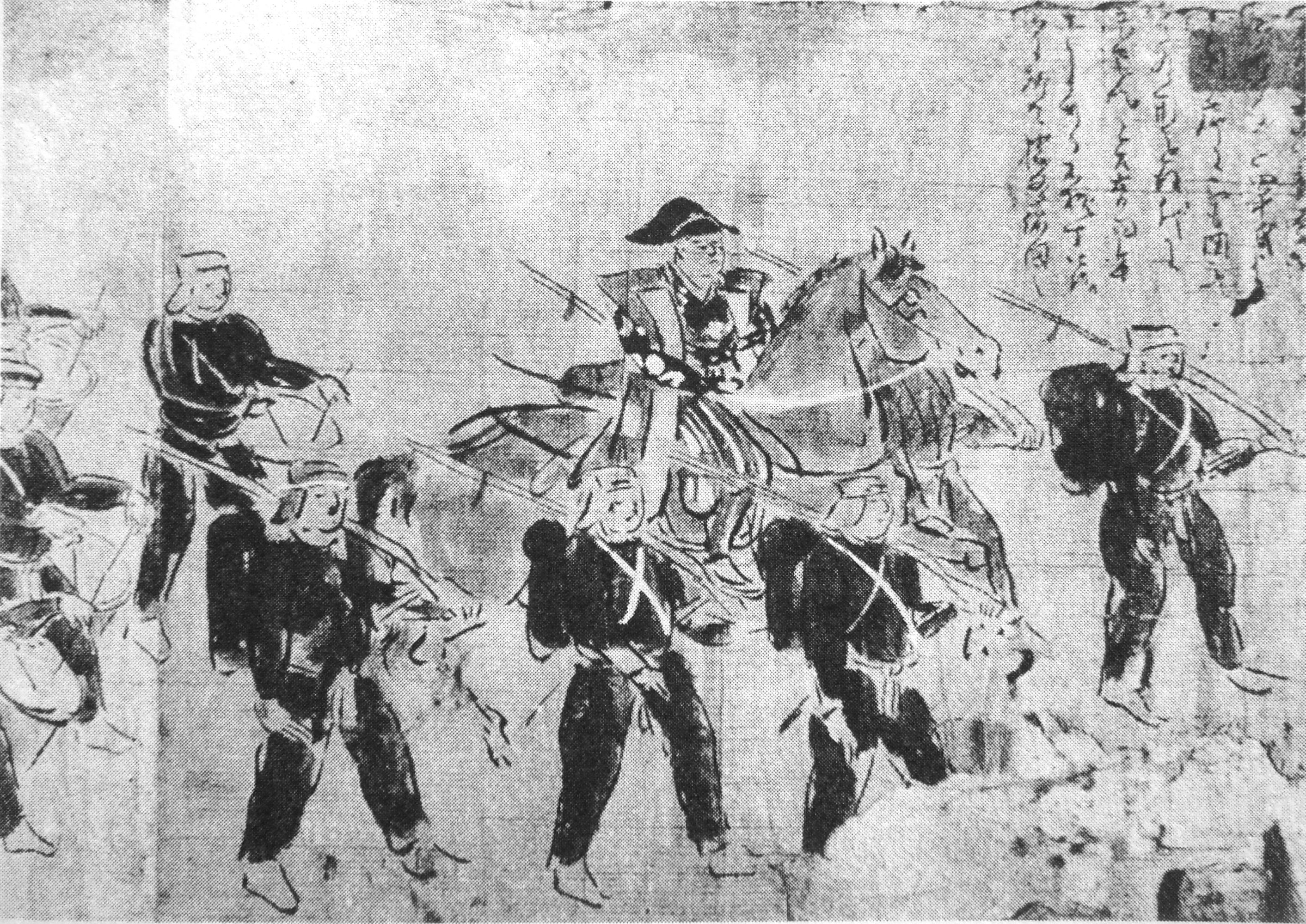
Troupes modernisées du shogunat lors de la seconde expédition de Chōshū.
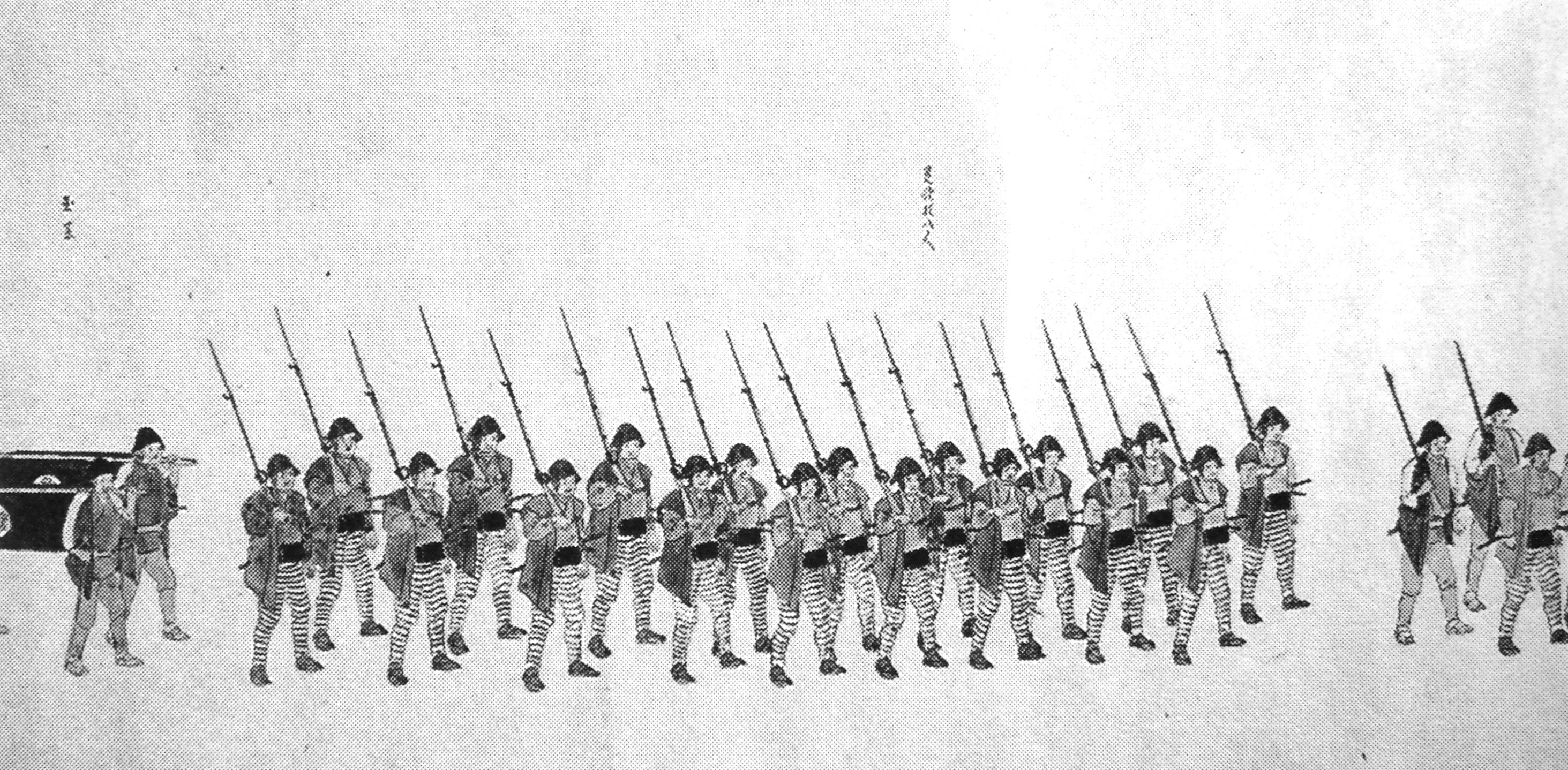
Troupes du domaine de Takada lors de la seconde expédition de Chōshū.
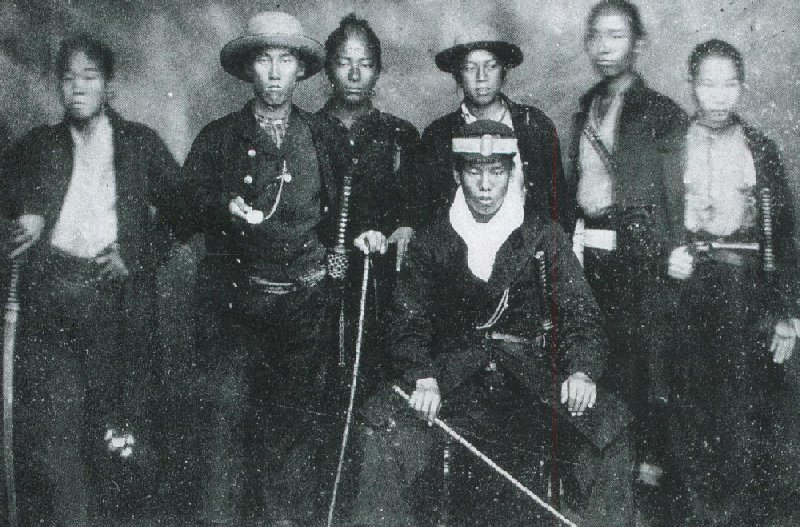
Le Chōshū Kiheitai combat contre le bakufu lors de la seconde expédition de Chōshū.